# مریخ (مینی‌سریال)
مریخ (انگلیسی: Mars) مریخ یک مینی سریال تلویزیونی است که در شش قسمت توسط نشنال جئوگرافیک تولید شده و در تاریخ ۱۴ نوامبر سال ۲۰۱۶ در این شبکه و اف‌ایکس به نمایش درآمد.
این سریال ترکیبی است از مصاحبه‌های واقعی و داستان ساختگی گروهی از فضانوردانی که بر روی مریخ فرود می‌آیند. مریخ بر اساس کتاب «چگونه روی مریخ خواهیم زیست» نوشتهٔ استفن پترانک ساخته شده و در بوداپست و مراکش فیلمبرداری شده‌است.

## پیرنگ
در سال ۲۰۳۳ گروهی متشکل از شش فضانورد برای اولین بار سفری را از فلوریدا به مقصد مریخ آغاز می‌کنند. در حالی که آن‌ها وارد جو مریخ می‌شوند مشکلی در فضاپیمای آن‌ها به وجود می‌آید...

## در ایران
این سریال از شبکه‌های من و تو پخش شده‌است.

## اپیزودهای سریال

### فصل ۲ (۲۰۱۸)
| شم. کلی | شم. در فصل | عنوان            | کارگردان  | نویسنده   | تاریخ انتشار اصلی | U.S. تعداد بیننده (میلیون) |
| ------- | ---------- | ---------------- | --------- | --------- | ----------------- | -------------------------- |
| ۷       | ۱          | «ما تنها نیستیم» | اعلان‌نشده | اعلان‌نشده | ۱۲ نوامبر ۲۰۱۸    | ۰٫۵۸۲                      |